# Посёлок Торфопредприятия
Торфопредприятия — посёлок в Александровском районе Владимирской области России, входит в состав Каринского сельского поселения.

## География
Посёлок расположен в 15 км на юг от центра поселения села Большое Каринское и 14 км на юг от города Александрова.

## История
Посёлок образован после Великой Отечественной войны в составе Махринского сельсовета, с 2005 года — в составе Каринского сельского поселения. 

## Население
| 2002 | 2010 | 2021 |
| ---- | ---- | ---- |
| 9    | ↗10  | ↗16  |